# Universidade Lúrio
La Universidade Lúrio (UniLúrio) és una institució pública d'ensenyament superior, que té la seu a Nampula a Moçambic. Va ser creada per decret presidencial el 26 de desembre de 2006.

## Història
La Universitat Lurio va ser creat pel Decret N. 50/2006 de 26 de desembre, publicada a la Gaseta Oficial N. 52, 1a Sèrie, 2n Suplement i es va obrir oficialment el 29 de juny de 2007, pel president de Moçambic, Armando Guebuza.
El 2007 la Universitat va establir la seva rectoria a la ciutat de Nampula, ocupant les instal·lacions cedides pel Museu d'Etnologia de Moçambic (MUSET) i es va convertir en la primera universitat pública en la història de Moçambic en ser creada amb la Rectoria establerta fora de la ciutat de Maputo.
Com a part de la seva instal·lació UniLúrio va celebrar la seva primera reunió del Consell Universitari el 21 d'agost de 2007. En aquesta reunió es van definir els aspectes clau del seu funcionament com la seva visió, la seva missió, el seu lema, la seva estructura i les seves sigles.
En aquesta primera sessió del Consell Universitari de la història de vida d'UniLúrio, també es va presentar el logotip de la universitat, resultat d'un concurs patrocinat per la Universitat Eduardo Mondlane, a través de la Facultat d'Arquitectura i Planificació Física, juntament amb els alumnes d'aquesta universitat.

## Origen del logotip
El logotip busca inspiració en l'acadèmia i el nom de la universitat, "Lúrio" és el nom d'un riu que uneix a les tres províncies del nord de Moçambic, on està instal·lada la universitat.
Té la forma circular, el centre compta amb elements que ens porten a l'acadèmia (el llibre) i altres inspirats en la naturalesa del nom de la universitat (riu Lurio). Té un arc superior amb el nom de la universitat i un arc inferior amb les tres paraules clau que conformen el lema d'UniLúrio.

## Estructura
En el curs de les activitats ordinàries per la seva creació, la UniLúrio prioritzà la definició de la seva estructura operativa (unitats organitzatives i serveis centrals) i els seus termes de referència. De fet, UniLúrio elegí una estructura que permetia acomodar la seva presència tripartita a les tres províncies del nord de Moçambic: Nampula, Cabo Delgado i Niassa.
La UniLúrio va determinar que la presència en les tres províncies del nord del país no seria presa com expansió universitària, sinó que forma part normal de la seva activitat, és a dir, va determinar que aquesta presència tripartita passaria per la instal·lació de tres campus universitaris: Marrere (Nampula), Nanhimbe (Pemba/Cabo Delgado) i Sanga (Niassa).

### Facultats
- Facultat de Ciències de la Salut - Nampula (2007)
- Facultat de Ciències Agrícoles - Niassa (2009)
- Facultat d'Enginyeria - Cap Delgado (2008)
- Facultat de Ciències Naturals - Cap Delgado (2008)
- Facultat d'Arquitectura i Planificació Física - Nampula (2010)